# Mainz Golden Eagles Ladies
Die Mainz Golden Eagles Ladies (auch TSV SCHOTT Mainz Golden Eagles Ladies) waren das Frauenteam der Football-Abteilung des TSV Schott Mainz, den Mainz Golden Eagles. Gegründet wurde die Damenmannschaft 2006 in Rüsselsheim. Das Team nahm 2009 erstmals an einem Ligaspiel in der 2. Football-Bundesliga (DBL2) teil. Anschließend etablierte sich das Team als eines der erfolgreichsten Frauenfootball-Teams in Deutschland. Zu den Erfolgen zählen zweimal deutscher Vizemeister und dreimal Meister der DBL2. Aus Mainz wurden regelmäßig Spielerinnen für die deutsche Nationalmannschaft und Länderauswahl von Rheinland-Pfalz gestellt. Seit 2024 gibt es keine Damenmannschaft mehr in Mainz. 

## Geschichte

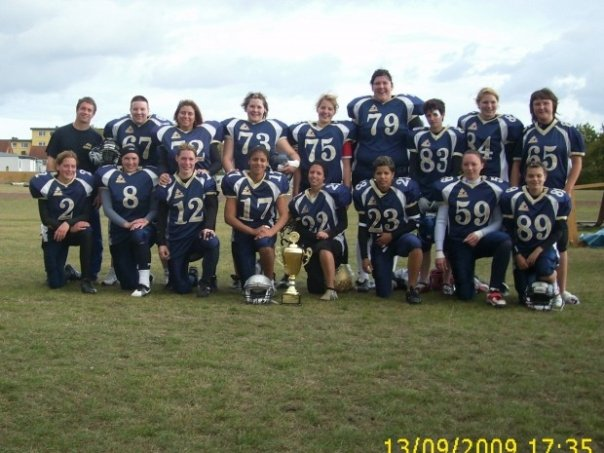
TSV SCHOTT Mainz Golden Eagles Ladies nach der gewonnenen Meisterschaft 2009

### Gründung 2006–2009
2006 wurde das Team vom Mainzer Jörg Seyß in Rüsselsheim am Main gegründet, setzte sich seitdem aus vielen, unterschiedlichen Spielerinnen aus dem gesamten Rhein-Main Gebiet zusammen und spielte zunächst unter dem Namen „Mainz Lady Warriors“.
Das Team trainierte anfangs in Rüsselsheim bei den Rüsselsheim Razorbacks. Da das Damenteam in Rüsselsheim keine Lizenz bekam, wechselten Trainer und Spielerinnen für die Saison 2009 nach Mainz. Jörg Seyß war als Jugendtrainer bei den Mainz Golden Eagles, wo das Team dann seine Lizenz erhielt.

### 2009 – die erste Saison
Die erste Saison der Mainzerinnen fand noch unter dem Namen Mainz Lady Warriors statt. Das Team war Teil der Gruppe Süd in der 2. Damenbundesliga 2009 (Football). Gegner in dieser Saison waren die Salzgitter Black Widows (Meister 2008), Bochum Miners (Vizemeister 2008) und Stuttgart Scorpions Sisters. Das erste Spiel wurde mit einer 20:0-Niederlage gewertet. Im zweiten Spiel folgte der erste Sieg des Teams gegen die Bochum Miners mit 28:0. Im dritten Saisonspiel verloren die Mainzerinnen das zweite Spiel in Salzgitter mit 29:8. Die folgenden drei Spiele wurden gewonnen. Das letzte Spiel der Saison galt als Topspiel zwischen den Mainz Lady Warriors und Salzgitter Widows. Mit 15 spielfähigen Damen gelang der überraschende Sieg gegen den Top-Favoriten mit 34:22. Somit endete die erste reguläre Saison für das Mainzer Team mit 4-2 und 8:4 Punkten. Am 30. August nahmen die Mainz Lady Warriors erstmals an einem Play-off-Spiel teil. Gegen die Kiel Baltic Witches gewann das Team aus Mainz mit 8:42. Das Finale der 2. Damenbundesliga wurde am 13. September in Wolfenbüttel ausgetragen. Gegen die Salzgitter Black Widows wurde mit 19:26 gewonnen. Somit gewann das Team aus Mainz in der ersten Saison die erste Meisterschaft.

### 2010 – zweite Saison, zweites Finale
In der zweiten Saison trafen die Mainz Golden Eagles auf die Bochum Miners, Stuttgart Scorpions Sisters und Neuss Frogs. Das Team war Teil der Gruppe Süd in der 2. Damenbundesliga 2010 (Football). Einzig ein Spiel ging 2010 verloren, da es 20:0 gewertet wurde. Dadurch beendeten die Mainzerinnen die reguläre Saison mit 5-1 und 10:2 Punkten. Aufgrund der Punktgleichheit mit Bochum zählte der direkte Vergleich. Wegen der gewerteten Niederlage wurden die Mainz Golden Eagles Ladies Gruppenzweite.
Das Halbfinale gewannen die Mainzerinnen, ohne je gespielt zu haben. Grund dafür war die Witterung, die dem Sportplatz in Wolfenbüttel zusetzte. Das Halbfinale musste mehrfach verschoben werden. Da kein Ausweichplatz gefunden werden konnte, verzichteten die Wolfenbüttel Black Widows auf das Halbfinale und so wurde das Spiel zugunsten der Mainzerinnen mit 0:20 gewertet.
Wegen dieses Halbfinales verschob sich das Finale der DBL2 auf den 16. Oktober. Gespielt wurde in Bochum zwischen den Bochum Miners und Mainz Golden Eagles. Das Spiel ging 32:0 aus und die Mainz Golden Eagles wurden Vizemeister.
Im selben Jahr fand die erste Frauen-Football Weltmeisterschaft in Schweden statt. Insgesamt stellten die Mainzerinnen vier Spielerinnen für die deutsche Nationalmannschaft und wurden mit dem deutschen Team Vierte. Außerdem gab es zum ersten Mal eine U19 Ladies-Auswahl für Rheinland-Pfalz, bei der ebenfalls Mainzer Spielerinnen gestellt wurden. Head Coach der Auswahl war der Mainz Golden Eagles Ladies Head Coach Jörg Seyß.

### 2011 – dritte Saison, drittes Finale
In der dritten Saison trafen die Mainz Golden Eagles auf die Bochum Miners, Stuttgart Scorpions und Dresden Diamonds Ladies. Das Team war Teil der Gruppe Süd in der 2. Damenbundesliga 2011 (Football). Das Mainzer Auftaktspiel am 22. Mai gegen die Rivalen aus dem Finale 2010 Bochum Miners ging mit 27:21 verloren. Die weiteren fünf Spiele konnte das Team aus Mainz jedoch für sich entscheiden. Dadurch beendeten die Mainzerinnen die reguläre Saison mit 5-1 und 10:2 Punkten. Das Halbfinale in Mainz gegen die Spandau Bulldogs Ladies wurde 20:0 gewertet. Damit hieß das Finale genauso wie im Vorjahr Mainz Golden Eagles gegen Bochum Miners. Am 11. September wurde in Mainz gespielt. Am Ende gewannen die Mainzerinnen mit 24:7 zum zweiten Mal die Meisterschaft.
Im selben Jahr stellten die Mainz Golden Eagles Ladies vier Spielerinnen für die deutsche Nationalmannschaft. Außerdem gab es zum zweiten Mal eine U19-Ladies-Auswahl für Rheinland-Pfalz, bei der ebenfalls Mainzer Spielerinnen gestellt wurden. Head Coach der Auswahl war der Mainz Golden Eagles Ladies Head Coach Jörg Seyß.

### 2012 – Aufstieg in die 1. Damenbundesliga
In der vierten Saison trafen die Mainz Golden Eagles auf die Crailsheim Hurricanes, Cologne Falconets, Mülheim Shamrocks Ladies und Munich Cowboys Ladies. Das Team war Teil der Gruppe B in der Damenbundesliga 2012 (Football). Nach drei erfolgreichen Saisons in der 2. Damenbundesliga wagte das Team den Schritt in die höchste Spielklasse, der Damenbundesliga (DBL). Das erste Spiel fand am 5. Mai in Mülheim an der Ruhr statt. Personell stellte sich in dem Team vor dem ersten Saisonspiel einiges um. Viele bekannte Spielerinnen fielen weg. Dafür kamen aus dem Jugendbereich vier junge Frauen ins Damenteam. Die Mainz Golden Eagles Ladies starteten mit 31 Spielerinnen und 3 Coaches in die DBL.
Die Favoritinnen der Mülheim Shamrocks mussten sich am ersten Spiel mit 0:13 gegen Mainz geschlagen geben. Der erste Dämpfer kam jedoch im zweiten Saisonspiel gegen die Crailsheim Hurricanes. Das Spiel ging 62:13 verloren. Auch die weiteren Spiele – mit Ausnahme eines 20:20-Unentschieden gegen die Munich Cowboys – gingen verloren.
Die erste Saison in der DBL beendeten die Mainz Golden Eagles mit 1-1-6 und 3:13 Punkten. Erstmals erreichte das Team keine Play-offs.

### 2013 – Ende in der 1. Damenbundesliga
In der fünften Saison trafen die Mainz Golden Eagles auf die Crailsheim Hurricanes, Mülheim Shamrocks und Munich Cowboys. Das Team war Teil der Gruppe B in der Damenbundesliga 2013 (Football). Im zweiten Jahr in der höchsten Spielklasse im Damenfootball hatte das Team insgesamt acht Spieltage. Der Auftakt am 4. Mai war das Spiel zwischen den Mülheim Shamrocks und Mainz Golden Eagles in Mülheim. Das Auftaktspiel der Mainzerinnen konnte mit 12:18 gewonnen werden. Und blieb, wie auch 2012, der einzige Sieg der Saison. Erneut reichte es nicht für die Teilnahme an den Play-offs. Am Ende der Saison entschied sich das Team dazu, in der kommenden Saison wieder in der DBL2 anzutreten.
Im selben Jahr fand die zweite Frauen-Football Weltmeisterschaft in Finnland statt. Insgesamt stellten die Mainzerinnen drei Spielerinnen für die deutsche Nationalmannschaft und wurden mit dem deutschen Team Vierte.

### 2014 – Rückkehr in die 2. Damenbundesliga
In der sechsten Saison trafen die Mainz Golden Eagles auf die München Rangers und Cologne Falconets. Das Team war Teil der Gruppe Süd in der 2. Damenbundesliga 2014 (Football). Nach dem Abstieg aus der höchsten Spielklasse, wagte sich das Team mit einem Neustart in die 2. Damenbundesliga, in der man zuletzt dreimal die Play-offs erreicht hatte. Alle vier Spieltage gingen knapp aus. Mit einem Sieg, zwei Niederlagen und einem Unentschieden beendeten die Mainz Golden Eagles die Saison als Dritte und damit Tabellenletzte der Gruppe Süd der DBL2.

### 2015 – Perfekte Saison

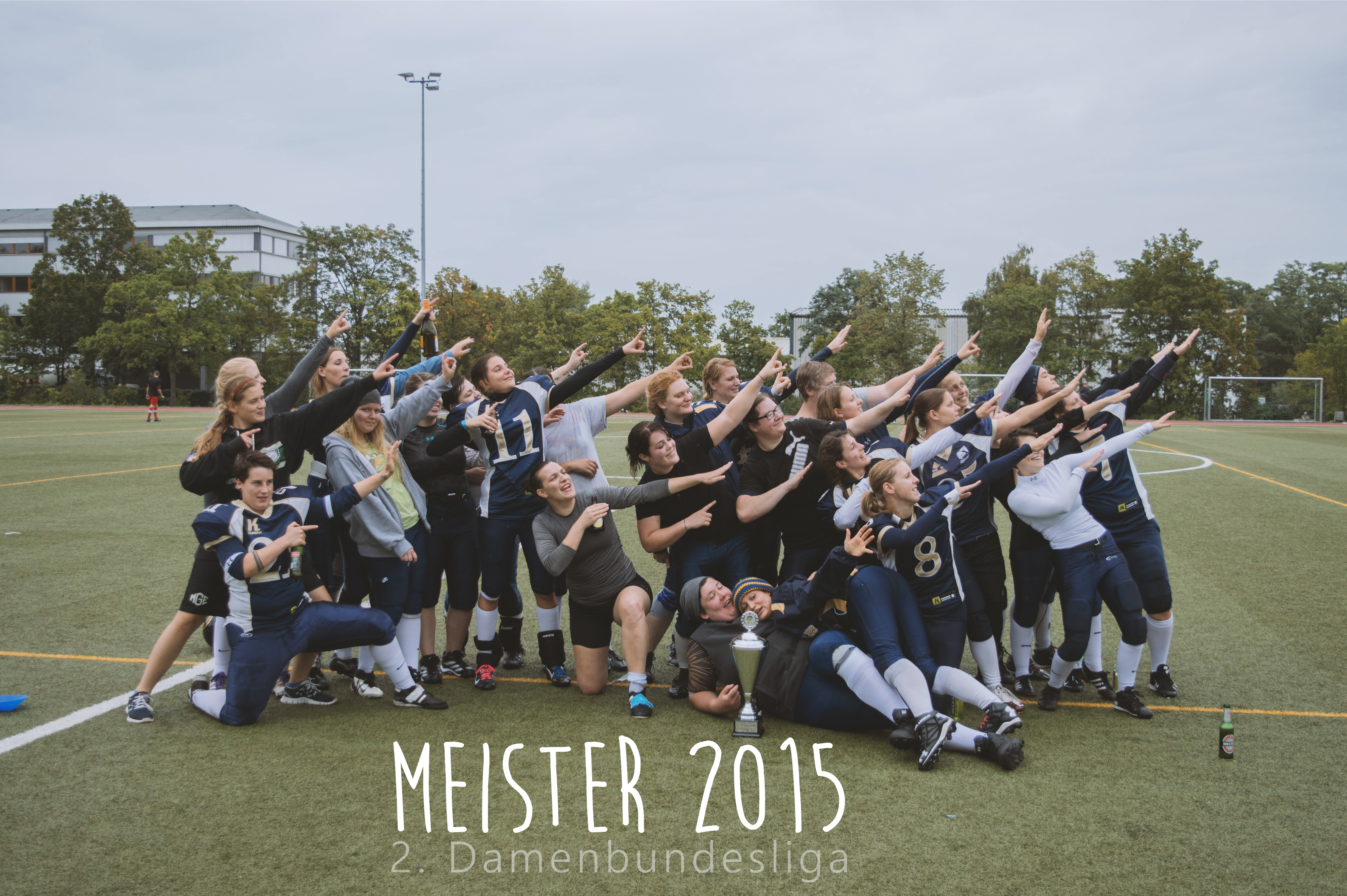
TSV SCHOTT Mainz Golden Eagles Ladies nach dem Gewinn des Finales der DBL2 am 13. September 2015

In der siebten Saison trafen die Mainz Golden Eagles auf die München Rangers und Stuttgart Scorpions. Das Team war Teil der Gruppe Süd in der 2. Damenbundesliga 2015 (Football). Ursprünglich bestand die Süd-Gruppe aus zwei weiteren Teams, die noch vor Saisonstart zurückgezogen haben. Dadurch herrschte zwischen Nord- und Südgruppe eine ungleiche Verteilung. In der Nordgruppe spielten sechs Teams gegeneinander, in der Südgruppe drei.
Das Auftaktspiel am 31. Mai in Mainz gegen die Stuttgart Scorpions Sisters endete mit einem 44:7-Erfolg. Auch die weiteren drei Spiele konnten die Mainzerinnen für sich entscheiden. Erstmals seit 2011 erreichte das Team wieder die Play-offs. Dort trafen sie im Halbfinale am 6. September in Mainz auf die Cologne Falconets, die Gruppenzweite in der Nordgruppe wurden. Das Spiel gewannen die Mainzerinnen deutlich mit 48:6 und sicherten sich zudem das Heimrecht im Finale. Der Finalgegner waren die München Rangers, die Gruppenzweite in der Südgruppe wurden. Das Finale der 2. Damenbundesliga wurde am 13. September in Mainz ausgetragen. Mit einem Endstand von 30:12 sicherten sich die Mainz Golden Eagles ihren dritten Meistertitel der 2. Damenbundesliga.
Zudem stellte das Team für die Frauen Nationalmannschaft sieben Spielerinnen, die bei der Europameisterschaft in Granada, Spanien, den dritten Platz für Deutschland und damit die erste Medaille für die deutsche Mannschaft holten.
Für die außerordentliche Leistung der Damenmannschaft in der Saison 2015 und der Perfect Season, wurde das Damen-Team vom Hauptverein TSV Schott als "Mannschaft des Jahres 2015 Erwachsene: Damen (American Football)" ausgezeichnet. Von der Landeshauptstadt Mainz wurden die sieben Nationalspielerinnen am 3. März 2016 mit Bronze "Für Verdienste im Sport" ausgezeichnet.

### 2016 – als Underdog zum deutschen Vizemeister

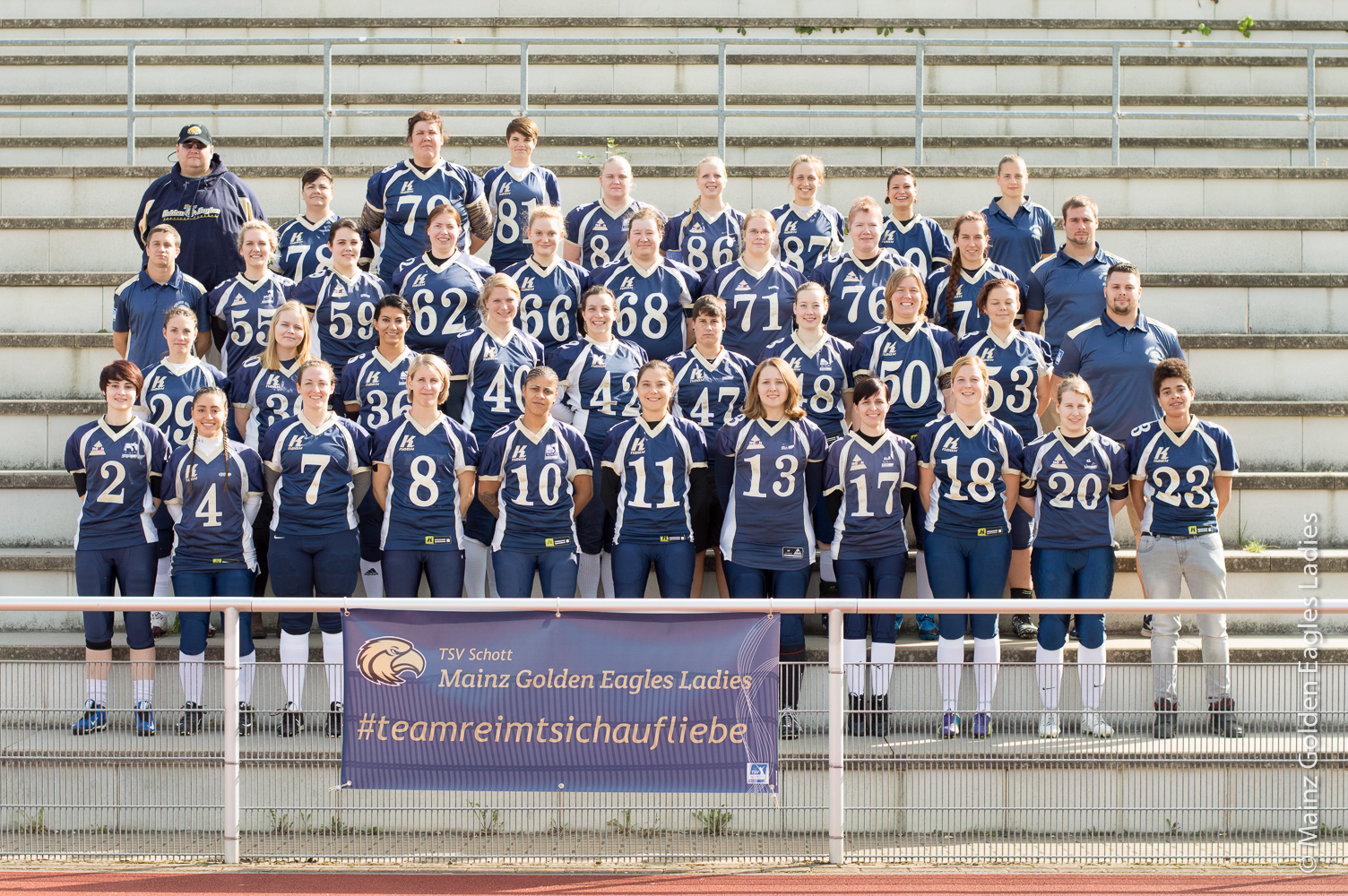
TSV SCHOTT Mainz Golden Eagles Ladies (Teamfoto Ladiesbowl XXV 2016 im Stadion Wilmersdorf, Berlin am 24. September 2016)

In der achten Saison trafen die Mainz Golden Eagles auf die Kiel Baltic Hurricanes Ladies, Hamburg Amazons und Berlin Kobra Ladies. Das Team war Teil der Gruppe Nord in der Damenbundesliga 2016. Vor Beginn der Saison wechselte erstmals der Head Coach. Jörg Seyß, der das Team jahrelang zu Erfolgen führte, nahm eine andere Position im Coaching Staff an. Neuer Head Coach wurde Matthias Preßler, der zu der Zeit zeitgleich bei den Wiesbaden Phantoms spielte und bereits in der Hessen-Auswahl als Coach fungierte.

In der Saison 2016 spielten die Mainz Golden Eagles Ladies erneut in der höchsten Spielklasse des deutschen Frauen-Football. Das erste Spiel am 8. Mai auswärts in Hamburg gegen die Hamburg Amazons, ging knapp 25:18 verloren. Die folgenden beiden Spiele wurden gegen die amtierenden Deutschen Meister ausgetragen. Gegen die Berlin Kobra Ladies wurde beim Heimspiel eine 20:40- und beim Auswärtsspiel eine 60:14-Niederlage eingefahren. Die folgenden drei Spiele konnte das Team aus Mainz jedoch für sich entscheiden, wodurch sie mit einem Verhältnis von 3-3 und 6:6 Punkten erstmals die Chancen auf Play-off-Spiele in der DBL hatten.

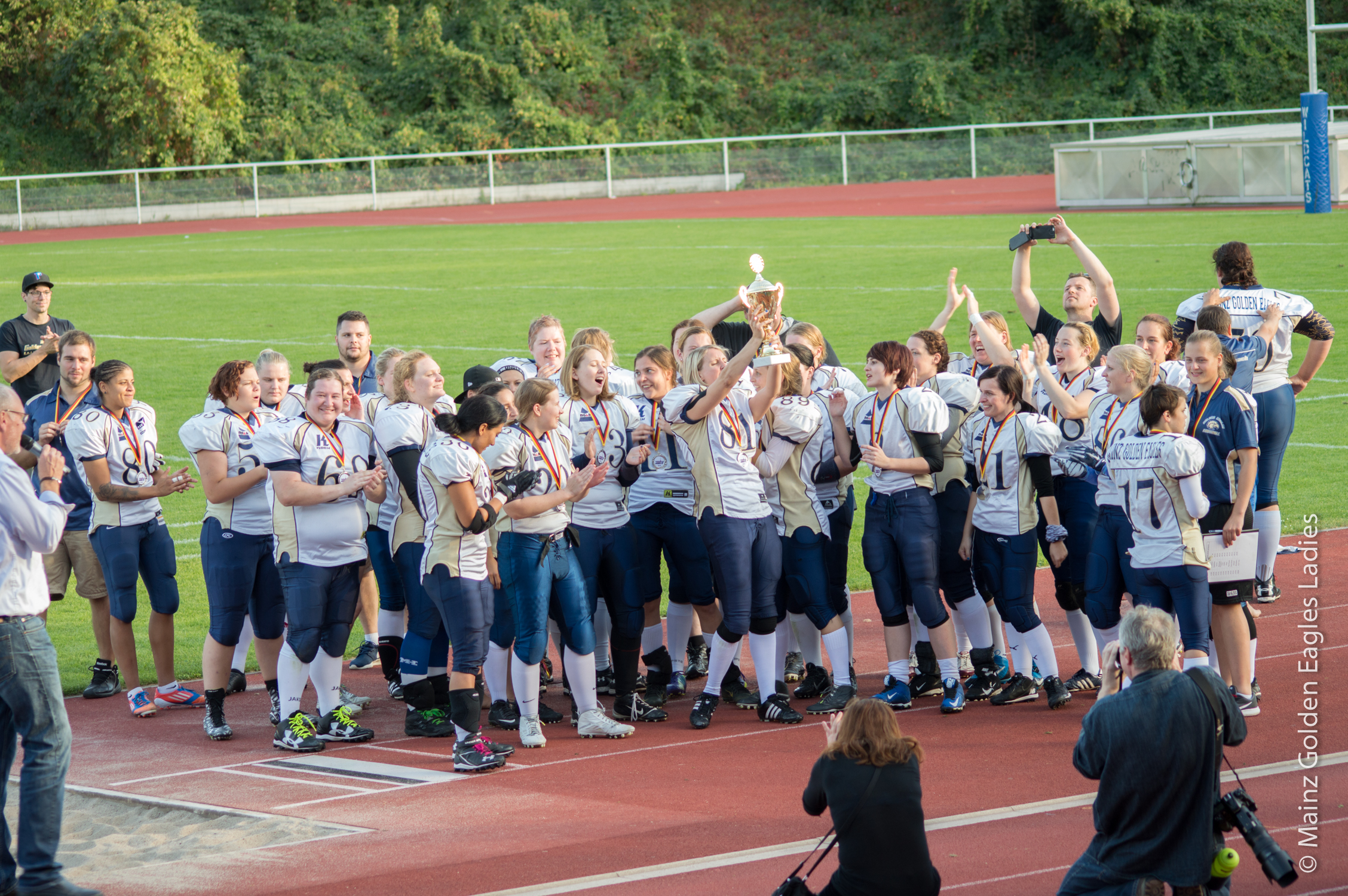
Die TSV SCHOTT Mainz Golden Eagles feiern ihren ersten deutschen Vizemeister-Titel 2016

Gegner im Halbfinale in Crailsheim am 10. September waren die Crailsheim Hurricanes. Mit einem Endergebnis von 15:26 zogen die Mainzerinnen in den Ladiesbowl ein. Im Finale am 24. September in Berlin trafen sie zum dritten Mal in der Saison auf die Berlin Kobra Ladies. Am Ende gewannen die Berlinerinnen mit 36:28 den Ladiesbowl XXV. Die Mainzerinnen wurden erstmals Deutscher Vizemeister im Frauen-Football.

### 2017 – Ladiesbowl erstmals in Mainz

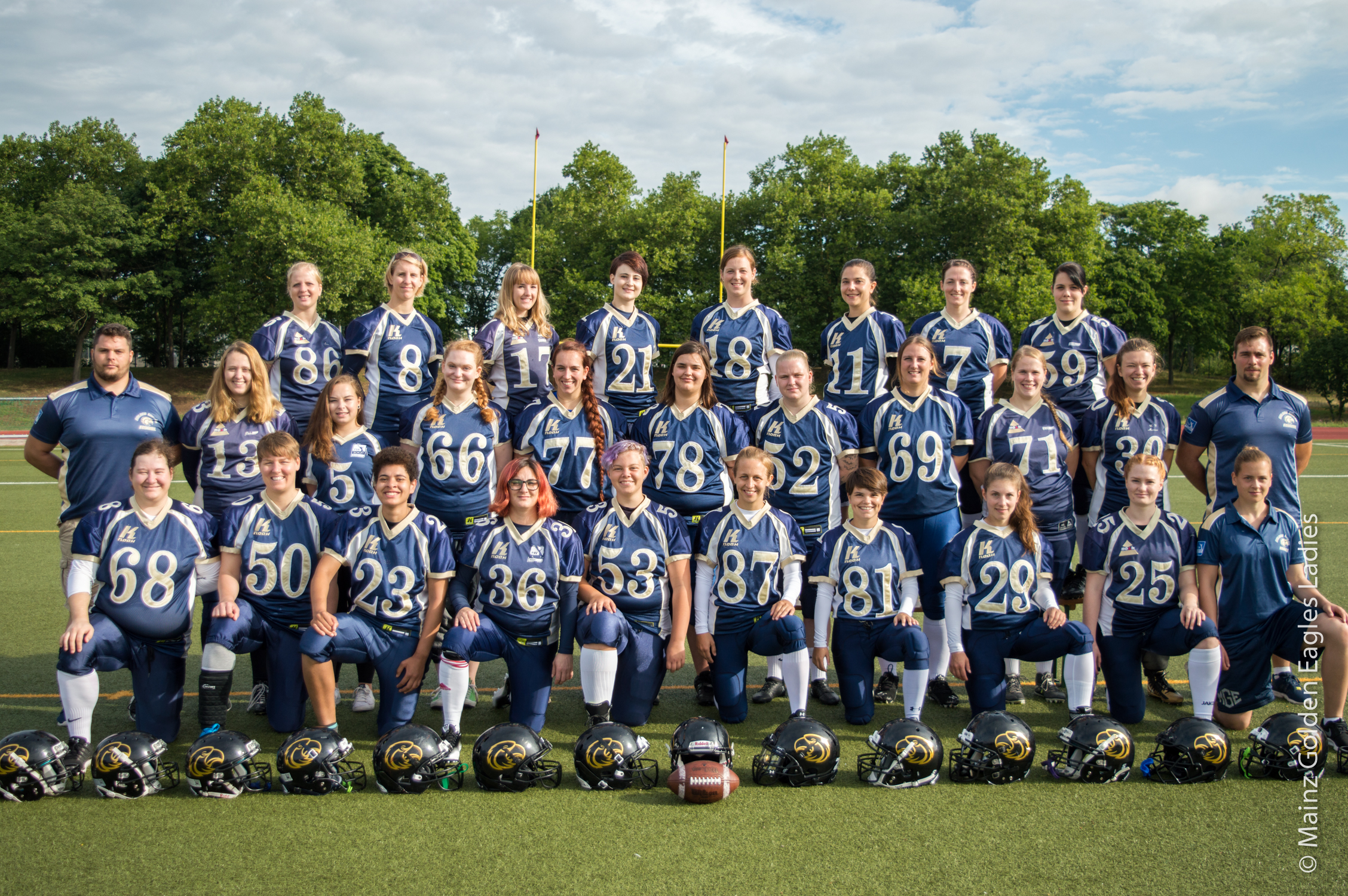
TSV SCHOTT Mainz Golden Eagles Ladies (Teamfoto 2017)

In der neunten Saison trafen die Mainz Golden Eagles auf die München Rangers, Munich Cowboys und Allgäu Comets Ladies. Das Team war Teil der Gruppe Süd in der Damenbundesliga 2017 (Football). Das Auftaktspiel am 28. Mai in München gewannen die Mainz Golden Eagles mit 0:24 gegen die München Rangers. In der Saison wurde ein Spiel der Munich Cowboys und Mainz Golden Eagles aus der Wertung gezogen, wodurch beide Teams, anders als die München Rangers und Allgäu Comets, lediglich fünf Spiele bestritten. Die Mainzerinnen haben zudem in der regulären Saison lediglich das Spiel gegen die Munich Cowboys mit 6:19 verloren. Als Gruppenzweite mit einem Verhältnis von 4-1 und 8:2 Punkten zogen die Mainz Golden Eagles erneut in das Halbfinale um den Ladiesbowl ein. Am 3. September lösten sie mit einem 26:36-Sieg gegen die Tabellenersten der Nordgruppe, die Hamburg Amazons, ihr Ticket für den Ladiesbowl. Erstmals standen mit den Berlin Kobra Ladies und Mainz Golden Eagles die Gruppenzweiten aus Nord- und Südgruppen im Finale der 1. Damenbundesliga. Ebenfalls erstmals wurde die Entscheidung des Austragungsortes zugunsten für Mainz entschieden. Das Finale wurde am 24. September in Mainz ausgetragen. Der Ladiesbowl XXVI ging 26:32 für die Berlin Kobra Ladies aus. Die Mainz Golden Eagles wurden das zweite Mal deutscher Vizemeister im Frauen-Football.

### 2018 – Rückzug aus der DBL
In der zehnten Saison trafen die Mainz Golden Eagles auf die München Rangers, Munich Cowboys und Cologne Falconets. Das Team war Teil der Gruppe Süd in der Damenbundesliga 2018 (Football). Das erste Saisonspiel gegen die Munich Cowboys am 10. Juni in Mainz gewannen die Mainz Golden Eagles mit 13:6. Der zweite Spieltag gegen die Cologne Falconets am 24. Juni in Köln ging mit 18:14 verloren. Eine Woche später bestritt das Team das dritte Saisonspiel gegen die München Rangers am 1. Juli in Mainz. Das Spiel gewannen die Mainz Golden Eagles mit 27:23. Das vierte Saisonspiel sollte das letzte Spiel in der 1. Damenbundesliga für Mainzerinnen sein. Am 5. August in Mainz kam es zum Rückspiel gegen die Cologne Falconets. Mit 25:22 konnten die Mainzerinnen das Spiel gewinnen.
Am 20. August meldeten die Mainz Golden Eagles, dass sie nicht mehr spielfähig wären, um die Saison zu Ende zu spielen. Dies führte zum Rückzug aus der 1. Damenbundesliga und außerdem zum Zwangsabstieg in die 2. Damenbundesliga.
Wegen des Rückzugs wurden alle bisher gespielten und künftigen Spiele der Mainz Golden Eagles Ladies mit einer 0:20-Niederlage gewertet.

### 2019 – Neustart in der DBL2

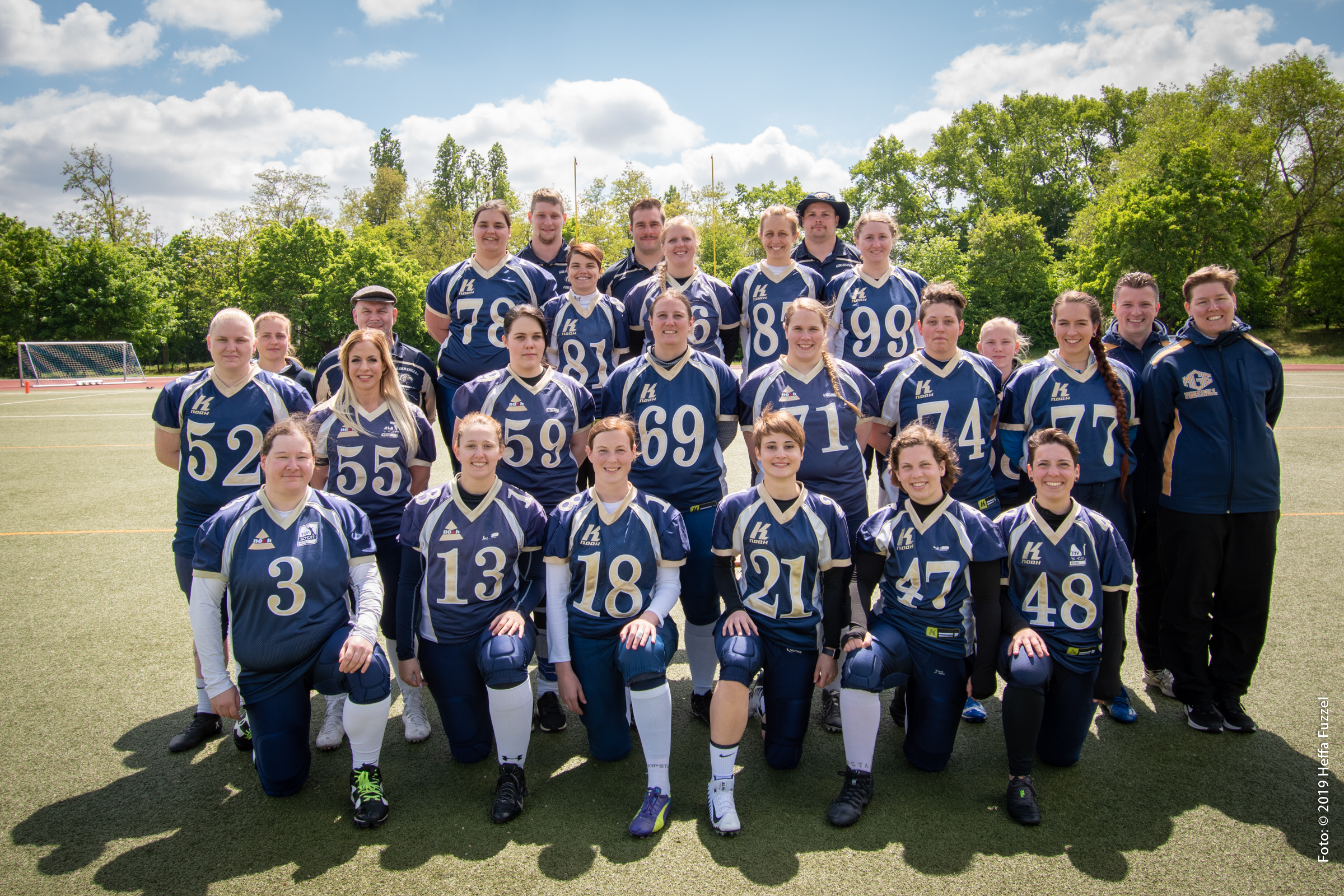
TSV SCHOTT Mainz Golden Eagles Ladies (Teamfoto 2019)

In der elften Saison trafen die Mainz Golden Eagles auf die Saarland Ladycanes, Darmstadt Diamonds Ladies, Trier Stampers Ladies und Mannheim Banditaz. Das Team war Teil der Gruppe Süd-West in der 2. Damenbundesliga 2019 (Football). Das Saisonauftaktspiel am 28. April in Mainz gegen die Darmstadt Diamonds konnten die Mainz Golden Eagles mit 52:0 gewinnen. Am 5. Mai in Saarbrücken kam es zum zweiten Saisonspiel gegen die Saarland Ladycanes. Das Spiel gewannen die Mainzerinnen mit 14:34. Auch das Rückspiel gegen die Saarländerinnen am 12. Mai in Mainz gewann das Team mit 44:18. Das vierte Saisonspiel gegen die Mannheim Banditaz am 19. Mai in Mainz konnten die Mainz Golden Eagles mit 46:0 für sich entscheiden. Das fünfte Saisonspiel am 8. Juni in Trier gegen die Trier Stampers gewannen die Mainzerinnen mit 0:56. Das sechste Saisonspiel fand am 7. Juli in Mannheim statt. Gegen die Mannheim Banditaz gelang ein 0:54-Sieg. Damit war zu dem Zeitpunkt bereits der Einzug in die Play-offs gesichert.

### 2020/2021 – Corona-Jahre
Eigentlich sollte die Saison 2020 am 26. April beginnen, aufgrund der Corona-Pandemie musste dieser Termin allerdings ausfallen. Am 20. September 2020 nahm die Gruppe Süd-West mit den Mainzerinnen als letztendlich einzige Gruppe der Liga den Spielbetrieb auf. Nach insgesamt nur fünf Spielen wurde die Saison aufgrund steigender Fallzahl allerdings wieder abgebrochen.
Auch in der Saison 2021 gehörte die Gruppe Süd-West zu denjenigen, die den Spielbetrieb aufnehmen konnten. Wie einige andere Teams verzichteten die Golden Eagles Ladies allerdings auf die Teilnahme in diesem Jahr.

## Nationalmannschaft
2010 wurde die erste deutsche Frauen-Football Nationalmannschaft gestellt. Diese nahm an der ersten Weltmeisterschaft im Frauen-Football teil, die vom 27. Juni bis 3. Juli in Stockholm, Schweden ausgetragen wurde. 2011 fand am 28. August ein Frauen-Länderspiel gegen die finnische Nationalmannschaft im Dantestadion, München statt. 2013 fand die 2. Weltmeisterschaft im Frauen-Football in Finnland statt. 2015, in Granada, Spanien, nahm die deutsche Nationalmannschaft letztmals an einem internationalen Turnier teil. Auch aus Mainz wurden seit dem immer wieder Spielerinnen gestellt. Auch im Flag Football sind immer wieder Spielerinnen aus Mainz, die im Tackle-Football bei den Mainz Golden Eagles spielen, in der deutschen Nationalmannschaft vertreten.

### Tackle-Football

#### 2010
Die erste deutsche Nationalmannschaft wurde von insgesamt vier Spielerinnen aus Mainz verstärkt:
- Schaffer, Michelle (Runningback)
- Braun, Rebekka (Defensive Back)
- Schwenk, Birgit (Defensive Line)
- Meurer, Sonja (Wide Receiver)

#### 2011
Die deutsche Nationalmannschaft wurde von insgesamt vier Spielerinnen aus Mainz verstärkt:
- Hofmann, Karolin (Runningback)
- Ulmer, Saskia (Tight End)
- Konowalczyk, Svenja (Defensive Back)
- Perrier, Rebekka (Defensive Back)

#### 2013
Die deutsche Nationalmannschaft wurde von insgesamt drei Spielerinnen aus Mainz verstärkt:
- Schmeckenbecher, Alissa Wilma (Linebacker)
- Konowalczyk, Svenja (Defensive Back)
- Schwenk, Birgit (Offensive Line)

#### 2015
Die deutsche Nationalmannschaft wurde von insgesamt sieben Spielerinnen aus Mainz verstärkt:
- Wein, Alissa Wilma (Linebacker)
- Veeckman, Verena (Offensive Line)
- Schwenk, Birgit (Offensive Line)
- Steuer, Anna (Wide Receiver)
- Spies, Greta (Wide Receiver)
- Göttmann, Elvira (Linebacker)
- Ulmer, Saskia (Tight End)

## Erfolge

### DBL
- 2016 – deutscher Vizemeister
- 2017 – deutscher Vizemeister

### DBL2
- 2009 – Meister der DBL2
- 2010 – Vizemeister der DBL2
- 2011 – Meister der DBL2
- 2015 – Meister der DBL2

## Auszeichnungen
- Mannschaft des Jahres 2015 Erwachsene: Damen (American Football) von TSV Schott Mainz: 2015
- Bronze "Für Verdienste im Sport" von der Landeshauptstadt Mainz für die sieben Nationalspielerinnen der Mainz Golden Eagles Ladies: 2015